# Niedergogartener Bach
Der Niedergogartener Bach ist ein gut einen halben Kilometer langer, nordnordöstlicher und rechter Zufluss der Wupper, die hier im Oberlauf Wipper genannt wird. 

## Geographie

### Verlauf
Der Niedergogartener Bach entspringt auf einer Höhe von 355,3 m ü. NHN in einem Mischwald knapp einen halben Kilometer südlich von Rönsahl.
Der Bach fließt zunächst in westlicher, dann in westsüdwestlicher Richtung durch Waldgelände und passiert danach die Grenze vom Märkischen Kreis zum Oberbergischen Kreis. Er verlässt dort den Wald und betritt die offene Flur. Er läuft nun, begleitet von Büschen und Bäumen, durch ein Kerbtal und zieht dann am Nordwestrand eines kleinen Wäldchen entlang. Er kreuzt einen Feldweg und fließt durch das etwa sieben Hektar große Naturschutzgebiet Wupperaue bei Gogarten.
Er mündet schließlich etwa zweihundert Meter östlich von Gogarten auf 307,3 m von Norden und rechts in die aus dem Ostsüdosten heranziehenden Wipper.

### Einzugsgebiet
Das Einzugsgebiet des Niedergogartener Bachs wird über Wupper und Rhein in die Nordsee entwässert.
Es grenzt im Norden an das Einzugsgebiet des Wipperzuflusses Rönsahl.
Das Einzugsgebiet ist im Osten zum großen Teil bewaldet und im westlichen Bereich überwiegt Grünland.